# Elf
Elf je bytost z germánské mytologie a folklóru. Jeho nejznámější formou je severský álfr, v plurál álfar, méně známý je německý alp. Během christianizace byli elfové zaměňováni s různými bytostmi nižšími mytologie, jako jsou trpaslíci nebo noční můry. Pod vlivem Tolkienova Pána prstenů a na něj navazující fantasy literaturu se však prosadil obraz elfů jako dobrotivých bytostí lidské výšky, spjatých s magií a přírodou. V anglosaském světě se však zároveň uchovává obraz elfů jako malých bytostí, například vánočních elfů. Do češtiny tyto bytosti nejsou zpravidla překládáni jako elfové, ale jako skřítci či víly.

## Etymologie
Slovo je odvozeno od pragermánského *albiz, to zase od praindoevropského *albhós či *helbhós ve významu „bílý“. Ze stejného kořene mohou pocházet i geografická jména Alpy a Labe. Základ této etymologie položil již Jacob Grimm a Ferdinand de Saussure. Konkrétní indoevropský kořen pak odvodil Elis Wadstein.
Adalbert Kuhn spojil slovo elf se sanskrtským rbhu „obratný řemeslník“, které označovalo démony, kteří vykovali bohům šperky. K této etymologii se přiklonil i Jan de Vries, jejím problémem však je to, že vychází ze záměny elfů a s trpaslíky, která proběhla až během středověku.

## Historie

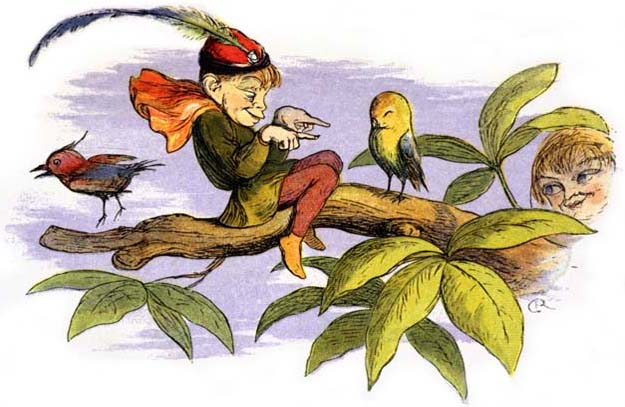
Zpodobnění elfa ve Viktoriánském období ilustrátorem Richardem Doylem

Nejstarším důkazem o germánské víře v elfy může být jméno věštkyně Albruny zmiňované Tacitem na přelomu 1. a 2. století. Lze ho přeložit jako „elfí kouzla“.(s. 91) V germánských jazycích se během středověku elf začal zaměňovat s jinými bytostmi nižší mytologie, především trpaslíky a můrami. V Anglii tato proměna počala od 11. století, v Německu ve 13. století. Ve francouzštině se slovo elf objevuje až v 16. století jako výpůjčka z germánských jazyků a rozšířilo se až v 19. století jako označení pro bytost podobnou trpaslíkovi.

## Povaha
Elfové byli původně dobrotivými bytostmi. Svědčí o tom řada osobních jmen od nich odvozených, která měla svému nositeli zajistit jejich ochranu. Jedná se například staroanglická jména Aelfraed „rádce elfů“ Aelfbeorth „třpytící se elf“ nebo Aelfwine „přítel elfů“. Mezi další taková jména patří Alf, Alva a Alberich. Podobný účel měla jména odvozená od jmen bohů jako Thorsteinn „Thórův kámen“ nebo Frómundr „Freyem ochraňovaný“. Naopak například od slova dvergr „trpaslík“ žádná známá osobní jména odvozena nejsou, protože o těchto bytostech se původně věřilo že jsou zlovolné povahy. Na pozitivní charakter elfů odkazuje i samotná etymologie jejich jména od bílé barvy.
Elfové byly spojeni s magií, později škodlivou magií. Staroanglický výraz aelfside z doby kolem roku 1000 „čarodějnictví, uhranutí“ doslova znamená „elfí kouzla“, složka siden je příbuzná severskému seid. Mezi další slova spojující magii a elfy patří staroanglické aelfadl „noční můra“ a aelfsogotha „škytavka“, dále německé Alpfuss „pentagram, muří noha“ a Alraun či Albruna „mandragora“. O kultu elfů svědčí existence rodinného svátku Álfablót „elfí obětování“, který byl slaven předkřesťanskými Seveřany. Souvislost této slavnosti s kultem předků ukazuje že se zemřelými byli spjati i sami elfové. Někteří lidé, například Hálfdan Hvítbeinn, byli po své smrti nazýváni elfy.
Podle Clauda Lecouteuxe jsou tak elfové nižšími božstvy plodnosti a úrody, spjatými s dobrotivými předky a bohy Freyem a Thórem, kteří přebývají v Álfheimu. Naproti tomu trpaslíci, později s elfy zaměňovaní, byli jejich zlovolnou analogií.

## Elfové v renesanční literatuře
V anglické renesanční literatuře se objevují elfové jako nejen druh víl, ale téměř synonymum slova víla. Nejznámějším dílem (a možná nejstarším) s tímto pohledem je hra Sen noci svatojánské Williama Shakespeara: termín elf je použit pro bytosti téměř velikosti hmyzu. Mezi další autory, kteří takto popisovali elfy, patří Michael Drayton. Na druhou stranu Edmund Spenser používá termín elf pro bytosti lidské velikosti.

## Elfové v moderní literatuře
Postavy elfů se často vyskytují v současné fantasy literatuře a jiných fantasy dílech včetně her na hrdiny. Jejich typologie bývá podobná jako u mytologických elfů, v jednom díle resp. fantasy světě se však obvykle vyskytuje pouze jeden druh elfů. Elfové jsou známi zejména z děl J. R. R. Tolkiena, Raimonda E. Feista, A. Sapkowského, Poula Andersona nebo Christophera Paoliniho.
Ve fantasy se nejčastěji vyskytují elfové podobní mytologickým elfům světlým. Jedná se obvykle o bytosti vysokého štíhlého vzrůstu s jemnými rysy obličeje a špičatýma ušima. Špičatost se ovšem pohybuje od lehké (tvar zhruba jako polovina lipového listu) u Tolkiena až po uši stejně dlouhé jako králičí například v japonských anime. Délka života elfů je většinou výrazně delší než lidská, pohybuje se od nestárnoucích Tolkienových až k „pouhým“ několika staletím. Elfové se vyznačují velkou moudrostí, mají rádi přírodu, často bydlí přímo v lese (v domech postavených na stromech). Jejich obvyklou zbraní je dlouhý luk.
Elfové z fantasy jsou také běžnou rasou v hrách na hrdiny jako je Dungeons & Dragons nebo české Dračí doupě, stejně jako v počítačových hrách tohoto typu. V dračím doupěti se jedná zjevně o elfy zelené (podle Tolkienova dělení).

### Tolkienovi elfové

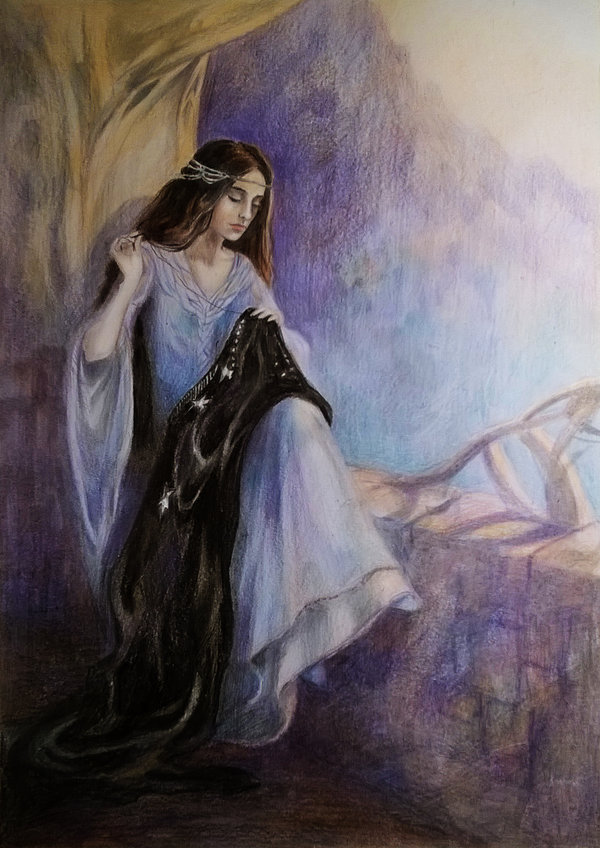
Elfka Arwen je jednou z postav objevujících se v Tolkienově trilogii Pán prstenů

V Tolkienově Středozemi jsou elfové (Quendi) ušlechtilé nesmrtelné bytosti, které do určité míry vládnou magií a byli první, kteří osídlili svět. Tolkien je rozděluje na Vznešené (Calaquendi, dále se dělí na Vanyar, Noldor a část Teleri), šedé (Sindar), zelené (Laiquendi) a temné (Moriquendi). Paralelně Eldar označuje Vanyar, Noldor a všechny Teleri a Avari ostatní (podmnožinu Moriquendi). Toto rozdělení nemá nic společného se základním dělením mytologických elfů, všichni Tolkienovi elfové jsou stejný druh bytostí.
Tolkienovo rozdělení elfů je dáno zejména tím, jak se zachovali k nabídce odchodu do Valinoru – Vanyar do Valinoru přišli a zůstali v něm, Noldor do něj přišli, ale později se vrátili a přinesli do Středozemě moudrost a magii Valinoru, Teleri zčásti došli, zčásti – Sindar, Laiquendi a Nandor – se vydali na cestu, ale nepřekročili moře. Sindar a Laiquendi zůstali v Beleriandu, Nandor zůstali východně od Mlžných hor. Avari pozvání odmítli.
Přestože přímo v Tolkienově díle je pro to jen málo podkladů (kromě konkrétních jedinců), v řadě odvozených jsou Vznešení elfové popisovaní (autorem nebo ostatními postavami) jako arogantní se syndromem nadřazenosti proti nejen lidem ale i ostatním elfům.

### Sapkowského elfové
V díle Sapkowského jsou elfové mizejícím zahořklým druhem, který má k lidem spíše konfliktní vztah. Sapkowkovského elfové jsou příbuzní s dryádami, v mytologickém dělení se řadí ke světlým elfům. Mezi trpaslíky a elfy nepanuje taková nenávist jako u jiných autorů, což je způsobeno tím, že obě rasy, byť nepříbuzné, se počítají k tzv. starší krvi a pomalu podléhají nezadržitelné záplavě lidí – staré spory, na které se několikrát otevřeně naráží, jsou tudíž zatlačeny do pozadí aktuálním společným nepřítelem. Pojetí elfů a jejich vztahů s lidmi v Sapkowského díle bylo do jisté míry inspirováno severoamerickými indiány a jejich bojem s bílými osadníky a americkou armádou v 18. a 19. století.

### Elfové ze světa Warcraftu
Ve světě Warcraftu představovali elfové lid vysokých, velekrásných a inteligentních bytostí vyznačující se svýma dlouhýma špičatýma ušima. Původně se jednalo o jedinou rasu zvanou Kal'dorei (noční elfové), která vznikla a žila původně při břehu jezera na tehdy jediném kontinentě zvaným Kalimdor. Toto jezero bylo později označováno jako Studna věčnosti. Elfové byli první bytosti, kteří magii s ní spojovanou objevili. Elfy si zamiloval Cenarius, mocný polobůh obývající zalesněné oblasti, který elfy učil o uspořádání světa. Civilizace elfů se rozšířila po celém kontinentě. Královna Azshara vybudovala na břehu Studny věčnosti velký palác, kde shromažďovala své nejvěrnější služebníky (nazývala je Quel'dorei neboli Urození) a zasvěcovala je v magii. Avšak královna Azshara pod nekontrolovatelným používáním magie zešílela a ona a její Urození přivolali do svého světa Plamennou legii, zhoubnou armádu démonů a přestože ji za obrovského úsilí elfové zahnali zpět, došlo k roztrhnutí světa, zničení Studny věčnosti (dárkyně magické moci a nesmrtelnosti) a elfové se rozdělili na Nagy, Noční elfy-s vůdci Malfurione Stormrage a jeho ženou Tyrande Whisperwind a Vysoké elfy z nichž se po zkáze jejích království Quel'Thalas stali Krvaví elfové v čele s princem Kael'thasem Sunstriedrem
Noční elfové žijí v lesích Kalimdoru, kde vypěstovali Strom světa, který bylo zdrojem jejich magie a zároveň dárce nesmrtelnosti. Tito elfové mají modrou, fialovomodrou až úplně filavou barvu pokožky a vlasy v zelených, fialových, bílých či modrých odstínech. Specializují se na boj na dálku a v noci se dokáží skrýt. Jejich magie je úzce spjata se Stromem světa a také s měsíčními studnami, jejichž vodu nabíjí magií skrze měsíční svit bohyně Elune.

### Ostatní
Ve Feistově Midkemii (a okolních světech) se elfové dělí na světlé (Eledhel), temné peklomory (Moredhel) a "šílené" rudomory (Glamredhel). Původně se jednalo o sluhy Valheru (Dračí jezdci) a rozlišují se podle toho, jaké pojali úmysly po jejich porážce novými bohy planety Midkemie (opět tedy ve smyslu mytologického dělení jde vždy o světlé elfy). Vládnou sice magií, ale spíše ve smyslu talentu a času se učit než jako zvláštní schopností. Jsou spřízněni s Přírodou, a dokáží komunikovat se zvířaty na velmi dobré úrovni. Nepohřbívají mrtvé, jejich těla nechají pohltit okolní Přírodou. Jejich víra jim zakazuje vyslovovat jméno zemřelého. Věří totiž, že by duše zemřelého zaslechla své jméno, a vrátila se ze Svatých ostrovů, aby potěšila truchlící.
V Andersonově Zlomeném meči vychází autor více z původní mytologie a odkrývá boj světlých elfů a skřetů. Oba tábory jsou však v lidských měřítkách poněkud nezařaditelné a i Světlé bychom označili za bytosti zlé.
Dokonalým příkladem zlých elfů jsou ovšem elfové z Pratchettovy Zeměplochy. Jsou vznešení a krásní, čtou myšlenky a baví je jen tak mučit formy života, které oni nepovažují za sobě rovné, tj. všechny ostatní. Jsou nesmírně krutí a žijí ve vlastním, neskutečném vesmíru, který parazituje na skutečných, cizích realitách. Vzhledově se jedná o světlé elfy, nicméně jejich vládkyně je královna víl. Býval také král elfů, manžel královny víl, který ale odešel do vlastní říše, když se s nesmírně panovačnou královnou víl nedokázal domluvit kvůli své smířlivosti vůči ostatním rasám. Jediné čeho se elfové obávají je železo, přesněji feromagnetické materiály – a trochu také „železa v hlavách“ neboli logického myšlení.
Elfové se nachází i ve hrách na hrdiny. V anglickém Dungeons & Dragons nebo českém Dračím doupěti se jedná o elfy podobné Tolkienovým nebo Feistovým. Z Dungeons & Dragons se dostali do řady knih touto hrou inspirovaných. Např. Temní elfové neboli Drow (v prvních českých překladech Drov, anglicky: Drow) se objevují v jednom ze světů Dungeons & Dragons Forgotten Realms.
Příkladem dlouhouchých elfů jsou elfové z Record of Lodoss War. Tento anime seriál vychází z partie D&D a vyskytují se v něm světlí i temní elfové Feistova typu. Oba druhy elfů poskakovali po stromech (tj. neměli problém se skokem přes 5 metrů vzhůru) a místy nebyly vidět, nebylo ale jasné do jaké míry je to vlastnost elfů – tedy nižší váha (nižší i než by odpovídalo jejich útlé postavě) a větší rychlost – a do jaké výsledek více času na trénink nebo použití magie.
V románech Christophera Paoliniho vystupují klasičtí zástupci světlých elfů, kteří jsou vytvořeni co nejdokonalejší, například nepotřebují ani spát (pouze upadají do tzv. bdělého spánku, kdy si naprosto uvědomují své okolí). Je zde řečeno, že i nejslabší elf snadno porazí člověka, což se zde několikrát potvrdí (např. když elfská princezna Arya bojuje po těžkém zranění Eragona s Durzou v Tronjheimu). Disponují neobyčejnou silou, nesmrtelností (která je omezena fyzickými zraněními; např. nevyléčitelné nemoci, bitvy atp.), krásou a citem pro umění. Nesmrtelní však nebyli vždy, stalo se tak před mnoha tisíci lety při ustanovení Jezdců po válce elfů s draky (draci od elfů získali schopnost mluvit jejich řečí, elfové zdědili jejich dlouhověkost atp.). Píší nádherné epické básně a písně, jejich domovy vyrůstají přímo ze stromů a nejedí maso. Velice dobře ovládají kouzla a dokáží rostliny vyzpívat do určitého tvaru a podoby.
Ve světě Warhammru se vyskytují elfové odpovídající jejich současnému popkulturnímu obrazu, ovlivněné hlavně Dungeons & Dragons. Jsou zde jak světlí, tak i elfové zlí, kteří tvoří otrokářské společenstvo.
V cyklu Krvavé pohraničí jsou elfové jednou z ras, kteří bojují o nadvládu nad Hraničními zeměmi.

### Sci-fi
V čistém sci-fi se elfové nevyskytují, ale přesto se zde typologie do určité míry odráží. Například ve světě Star Trek k nim mají v některých směrech blízko Vulkánci (jako světlí) a Romulané (jako temní, ovšem v Tolkienově nebo možná spíše Feistově smyslu) – vzhledem, dlouhověkostí i telepatickými schopnostmi (místo schopností magických). Jako podobné elfům lze popsat i krátkověké Ocampy ze seriálu Star Trek: Voyager – jejich schopnosti mají ještě blíže k magii.
Pokud přímo hledáte, najdete znaky elfů i u Minbarů z Babylonu 5. Například jejich architektura připomíná elfskou a v jejich charakteru je vidět stejnou nadřazenost a aroganci která bývá připisována Vznešeným elfům. Elfská je i "role" jejich rasy v příběhu, a to ještě výrazněji než ve Star Treku.
Rozdělení lidí, které popisuje H. G. Wells ve svém románu Stroj času, vykazuje podobnost s rozdělením elfů na světlé a tmavé podle severské mytologie.
Ve světě hry Shadowrun, který spojuje fantasy a kyberpunk, se vyskytují elfové vzniklí mutací z lidí.
Ve Warhammer 40 000 elfům odpovídají tzv. Eldaři